# 野岩鉄道
野岩鉄道株式会社（やがんてつどう）は、栃木県と福島県を結ぶ鉄道路線「会津鬼怒川線」を保有・運営する第三セクター方式の鉄道会社である。社名の「野岩」は、保有路線の両端、すなわち栃木県の令制国名である「下野国」の「野」と、福島県の中通りと会津地方の明治初期に制定された旧国名である「岩代国」の「岩」に由来する。
日本鉄道建設公団の建設線で、国鉄日光線今市駅と会津線会津滝ノ原駅（現・会津高原尾瀬口駅）とを結ぶ路線である野岩線のうち、建設工事が進んでいた藤原 - 会津滝ノ原間が国鉄再建法の施行により工事が凍結されたことに伴い、同線を引き受けて運営するために設立された（名称は全て当時）。建設されなかった今市 - 藤原間は代わりに並走する東武鬼怒川線（下今市駅 - 新藤原駅）と接続された。本社は、起点である新藤原駅（栃木県日光市）に隣接して置かれている。

## 沿革
特記ない限り、野岩鉄道公式サイト会社情報内の「沿革」による。
- 1922年（大正11年） 今市 - 田島間が鉄道敷設法による敷設予定鉄道路線となる。
- 1966年（昭和41年）5月25日 日本鉄道建設公団工事として着工。
- 1979年（昭和54年）5月11日 福島・栃木両県知事に対して運輸大臣が第三セクター鉄道での運営を打診（翌年9月22日に両県が同意する旨を回答）。
- 1981年（昭和56年）
  - 4月1日 野岩線建設準備室を設置。
  - 7月28日 野岩鉄道株式会社の設立発起人を開催。
  - 11月19日 野岩鉄道株式会社の創立総会を開催（設立登記は翌日）。
  - 12月23日 地方鉄道事業免許取得。
- 1982年（昭和57年）1月16日 運輸大臣が日本鉄道建設公団に工事実施計画を指示。野岩鉄道による運行に向け工事再開。
- 1985年（昭和60年）4月26日 路線名を「会津鬼怒川線」と決定。各駅名も6月12日に決定。
- 1986年（昭和61年）10月9日 会津鬼怒川線が開業。東武鉄道鬼怒川線・日光線・伊勢崎線と直通運転開始。
- 1990年（平成2年）10月12日 会津鉄道会津線会津高原駅（現・会津高原尾瀬口駅） - 会津田島駅間が電化[6]され、会津鬼怒川線との直通運転開始[1][6]。
- 2000年（平成12年）1月4日 日本国有鉄道清算事業団から鉄道施設の無償譲渡を受ける。
- 2003年（平成15年）3月19日 会津鉄道会津線電化区間で電車受託運転を開始。
- 2006年（平成18年）3月18日 会津鬼怒川線の路線愛称「ほっとスパ・ライン」使用開始。
- 2017年（平成29年）4月21日 会津鬼怒川線で特急「リバティ会津」運行開始。
- 2022年（令和4年）8月10日 電車改修費を調達するためのクラウドファンディングをREADYFORで開始[7]。

## 路線
- 会津鬼怒川線：新藤原駅 - 会津高原尾瀬口駅 30.7 km 9駅[1][8]

会津鬼怒川線は、9駅のうち新藤原駅 - 男鹿高原駅の8駅が栃木県内、終点の会津高原尾瀬口駅が福島県にあり、関東を走るJR以外の鉄道路線では唯一、関東以外の地方とを直接結んでいる。

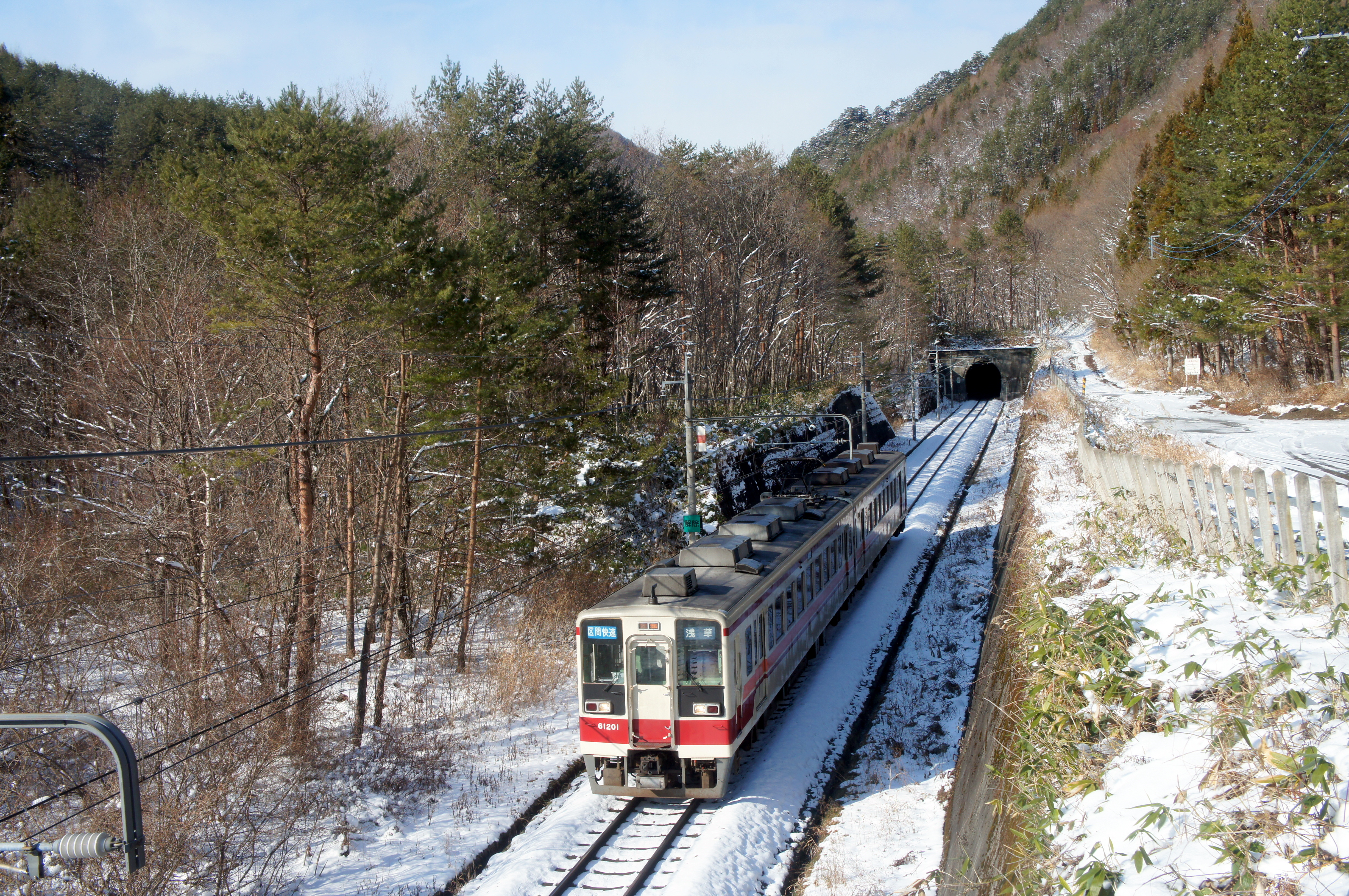
会津鬼怒川線の男鹿高原駅付近を走る電車（2011年12月21日）

## 車両
開業以来、東武鉄道6050系新造車および会津鉄道6050系200番台と同型の6050系電車（100番台）を保有し、2両編成2本の4両が在籍している。かつては3編成を保有し、東武鉄道南栗橋車両管区新栃木出張所に常駐のうえ東武・会津鉄道の車両と共通で運用されていたが、2022年3月12日のダイヤ改正後に東武・会津鉄道の車両が運用から撤退したため線内折り返しのみの運用となり、併せて61101Fが廃車・解体されている。ただしこれによって予備車がなくなったため、検査入場時などは代走として東武鉄道から東武634型スカイツリートレインを借り入れて普通列車として運行することもある。

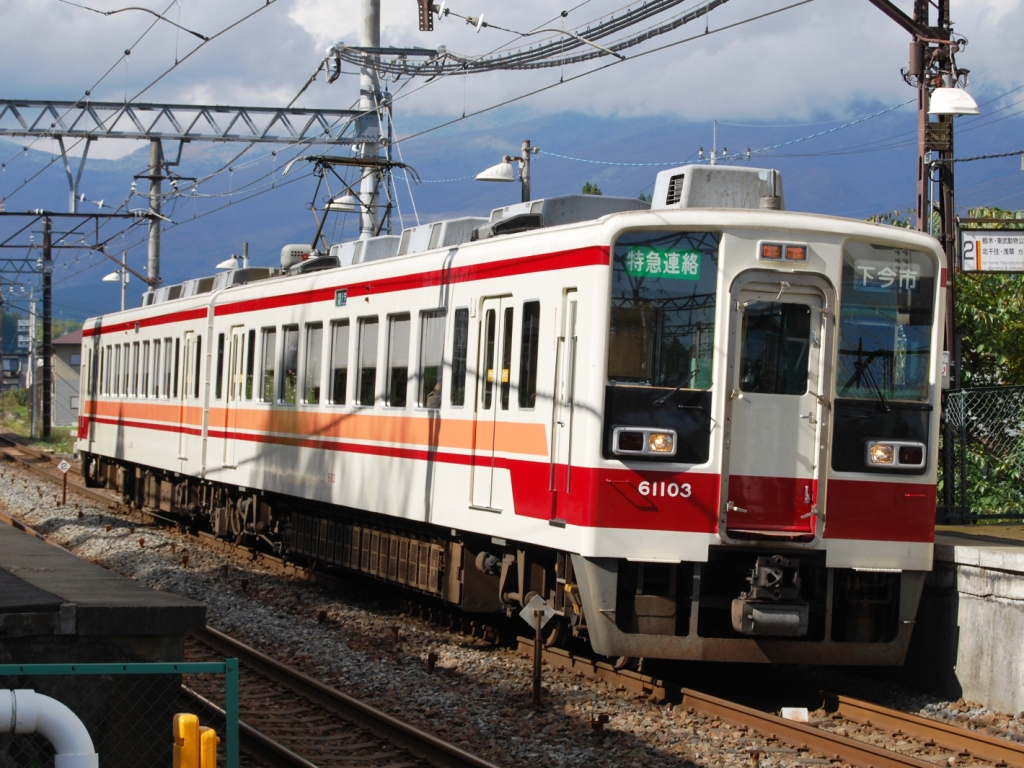
野岩鉄道6050系100番台
（2008年10月28日）

## 運賃・料金
大人普通旅客運賃（小児半額・10円未満切り上げ）。2019年10月1日改定。PASMOやSuicaなどの交通系ICカードは利用できない。
| キロ程    | 運賃（円） |
| --------- | ---------- |
| 初乗り3km | 200        |
| 4 - 6     | 300        |
| 7 - 9     | 420        |
| 10 - 12   | 520        |
| 13 - 15   | 640        |
| 16 - 18   | 740        |
| 19 - 21   | 840        |
| 22 - 24   | 920        |
| 25 - 27   | 1000       |
| 28 - 31   | 1090       |

大人特急料金（小児半額）
- 会津鬼怒川線内 380円
東武鉄道から乗り入れる特急列車に適用。東武鉄道・会津鉄道の区間に跨って利用する場合はそれぞれの区間の料金を合算。
なお、「リバティ会津」で会津鬼怒川線内を含む鬼怒川温泉駅 - 会津田島駅相互間のみ乗車する場合、特急券なしで利用可能（座席は指定されない）。